# The Secret of Monkey Island
The Secret of Monkey Island é um jogo de aventura point-and-click desenvolvido e publicado pela Lucasfilm Games em 1990. A história se passa numa versão fantasiosa do Caribe durante a era da pirataria. O jogador assume o papel de Guybrush Threepwood, um jovem que sonha em tornar-se um pirata, explorando ilhas fictícias e resolvendo quebra-cabeças.
O jogo foi concebido em 1988 por Ron Gilbert, empregado da Lucasfilm, que o projetou junto de Tim Schafer e Dave Grossman. As frustrações de Gilbert com títulos de aventura contemporâneos fizeram com que a morte do personagem do jogador fosse impossível, o que deixou a jogabilidade focada na exploração. A atmosfera foi baseada na atração Pirates of the Caribbean dos parques temáticos da Disney. The Secret of Monkey Island foi o quinto jogo feito com o motor SCUMM, que foi modificado para incluir uma interface mais amigável para o usuário.
Os críticos elogiaram The Secret of Monkey Island pelo humor, audiovisual e jogabilidade. O jogo acabou ganhando várias continuações, conhecidas coletivamente como a série Monkey Island. Gilbert, Schafer e Grossman também chefiaram o desenvolvimento da primeira continuação, Monkey Island 2: LeChuck's Revenge. A LucasArts lançou um remake do original em 2009, que também foi bem recebido pela imprensa do setor.

## Jogabilidade
The Secret of Monkey Island é um jogo de aventura em 2D jogado a partir de perspectiva em terceira pessoa. Através de uma interface point-and-click, em que os usuários utilizam o mouse para interagir e apontar a direção a seguir, o jogador guia o protagonista Guybrush Threepwood através do mundo do jogo, interagindo com o ambiente a partir de doze comandos verbais (nove, nas versões mais recentes), como "falar com" (talk to) para se comunicar com outros e "pegar" (pick up) para coletar itens, possibilitando que os quebra-cabeças sejam resolvidos e que se avance no jogo. Enquanto conversa com outros personagens, o jogador pode escolher entre tópicos para discussão que estão listados numa árvore de diálogos. O jogo foi um dos primeiros a incorporar esse sistema. A ação dentro do jogo é frequentemente interrompida por cutscenes (cenas predeterminadas), utilizadas para dar mais informações sobre a personalidade dos protagonistas e avançar a história. Como outros jogos de aventura da LucasArts, The Secret of Monkey Island segue uma filosofia de projeto que torna a morte do personagem do jogador quase impossível. No entanto, neste jogo, Guybrush pode morrer se ficar submerso por mais de dez minutos.

## Enredo
Um jovem chamado Guybrush Threepwood chega na fictícia Mêlée Island (Ilha Vale-Tudo, na versão em português), com o desejo de tornar-se um pirata. Ele procura os piratas-líderes da ilha, que o fazem passar por três provações para atingir seu objetivo: vencer Carla, a mestre espadachim residente da ilha, num duelo de espada; encontrar um tesouro enterrado, e roubar um ídolo da mansão da governadora. Essa busca faz Guybrush explorar a ilha, onde ouve histórias sobre o pirata-fantasma LeChuck, que aparentemente morreu numa expedição para a misteriosa Monkey Island (Ilha dos Macacos), numa tentativa de conquistar o amor da governadora Elaine Marley. No caminho, Guybrush encontra vários personagens, incluindo uma sacerdotisa vudu, Stan, o vendedor de barcos usados, um prisioneiro chamado Otis, e Meathook (Gancho-de-Carne), cujas mãos foram substituídas por ganchos.
Guybrush também se encontra com Elaine e fica imediatamente apaixonado. A governadora também se encanta pelo personagem. No entanto, quando ele completa suas tarefas, a ilha é invadida por LeChuck e sua tripulação de mortos-vivos, que sequestram Elaine e retornam ao seu esconderijo em Monkey Island. O protagonista decide, então, que é sua tarefa resgatá-la, comprando um navio e contratando Carla, Otis e Meathook para serem sua tripulação com destino à lendária ilha. Quando Guybrush chega lá, ele descobre uma vila de canibais numa disputa com o náufrago Herman Toothrot (Herman Dentepodre). Ele resolve suas divergências e recupera para os canibais uma "raiz vudu" mágica do navio de LeChuck. Em troca, eles oferecem um sifão com "elixir de raiz vudu" que pode destruir fantasmas.
Quando Guybrush retorna para o navio de LeChuck com o elixir, ele descobre o pirata-fantasma retornou a Mêlée Island para se casar com Elaine na igreja. Ele volta imediatamente à ilha e interrompe a cerimônia, arruinando o plano de fuga da própria Elaine, e perdendo o elixir no processo. Agora, tendo de confrontar o furioso LeChuck, Guybrush é espancado selvagemente por seu oponente, numa briga por toda a ilha. O confronto eventualmente chega no empório de navios, onde Guybrush encontra uma garrafa de cerveja de raiz. Substituindo a bebida pelo elixir perdido, ele joga o líquido e destrói LeChuck. Com o pirata-fantasma derrotado, Guybrush e Elaine passam um momento romântico juntos, assistindo aos fogos de artifício provocados pela explosão de LeChuck.

## Desenvolvimento

### Origens e roteiro
Ron Gilbert teve a ideia de um jogo de aventura de piratas em 1988, após completar Zak McKracken and the Alien Mindbenders. As primeiras ideias de histórias sobre o tema foram escritas enquanto ele passava o final de semana na casa de um amigo. Gilbert fez experimentos com parágrafos introdutórios para encontrar um caminho que o agradasse. Sua história inicial continha vilões sem nome, que eventualmente transformariam-se em LeChuck e Elaine; Guybrush, por sua vez, ainda estava ausente neste ponto. Ele apresentou suas ideias à equipe da Lucasfilm Games como uma série de pequenas histórias. A apresentação foi bem recebida, mas a produção foi adiada para que os designers, incluindo Gilbert, pudessem se concentrar em Indiana Jones and the Last Crusade: The Graphic Adventure. O desenvolvimento da aventura de Indiana Jones foi concluída em 1989, o que permitiu a Gilbert iniciar os trabalhos em The Secret of Monkey Island, até então conhecido internamente como Mutiny on Monkey Island ("Revolta na Ilha dos Macacos").

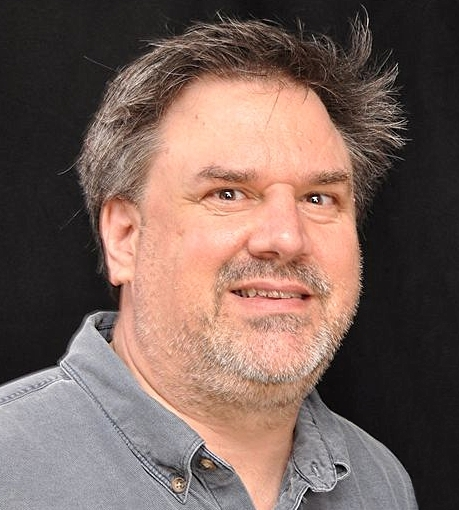
Ron Gilbert liderou o desenvolvimento do jogo e foi responsável pelo enredo (foto de 2011).

Gilbert logo percebeu que seria difícil ficar responsável pelo design do jogo sozinho, e decidiu juntar forças com Tim Schafer e Dave Grossman, ambos os quais ele contratou para a Lucasfilm. A mecânica dos insultos nos duelos com espadas foi influenciada por filmes do gênero com Errol Flynn, que Gilbert, Schafer e Grossman viam frequentemente como fonte de inspiração. Eles perceberam que os piratas desses filmes frequentemente afrontavam seus oponentes em vez de atacá-los, o que deu a ideia de basear as lutas em insultos, e não em confronto direto. O roteirista Orson Scott Card os ajudou a escrever as rimas durante uma visita à sede da Lucasfilm no Rancho Skywalker. Muitas das primeiras ideias de jogabilidade de Gilbert foram abandonadas ao longo do processo de produção, apesar de ele ter declarado que "a maior parte das coisas foi descartada por um motivo".
| Um homem caucasiano numa jaqueta verde olha para a câmera. Ele está à frente de um fundo escuro.                                                       |  | Um homem vestindo uma camisa multicolorida sorri para a câmera. Atrás dele está um fundo azul e branco, e acima se vê parte de um logotipo com a palavra "games". |
| Tim Schafer (esq., foto de 2011) e Dave Grossman (dir., foto de 2007) escreveram o enredo do jogo junto de Gilbert e também auxiliaram na programação. |  | |

O enredo do jogo, conforme descrito por Grossman: "É uma história sobre esse jovem que vai para uma ilha em busca do sonho de sua vida. Ele está em busca dos objetivos de sua carreira e descobre o amor no meio do processo, e acaba pensando que isso é mais importante do que ele estava fazendo em primeiro lugar. Você está rindo, mas há algo mais profundo acontecendo". Quando o desenvolvimento do roteiro começou, Gilbert descobriu que os estilos de escrita de Schafer e Grossman eram muito diferentes para formar algo coeso no final: o humor de Grossman era "seco e sarcástico" e o de Schafer, "um pouco mais óbvio". Prevendo isso, Gilbert deu personagens e momentos diferentes para cada um, conforme o tipo de comédia necessário. Grossman acredita que isso beneficiou a escrita no jogo, uma vez que ele e Schafer "eram todos divertidos de formas levemente diferentes, e tudo funcionava bem junto". Parte do diálogo foi baseado nas experiências pessoais dos designers, como a parte em que Guybrush diz que sempre imaginava que haveria cogumelos no inferno, baseada no ódio de Schafer por cogumelos.
O mundo e os personagens do jogo foram projetados principalmente por Gilbert. Após ler o romance de fantasia histórica On Stranger Tides, de Tim Powers, ele decidiu adicionar temas paranormais ao enredo do jogo. Ele também citou o livro de Powers como influenciador na construção de personagens, especialmente Guybrush e LeChuck. Já a ambientação do jogo partiu de Pirates of the Caribbean, a atração favorita de Gilbert nos parques temáticos que visitava quando criança. Grossman acrescentou que Gilbert sempre quis "descer do carrinho e falar com as pessoas que viviam naquele mundo". Perto dos estágios finais do trabalho de design do jogo, vários personagens foram introduzidos sem ter ligação direta com a história. Gilbert considerou esta decisão como importante, já que o jogador precisaria desses personagens secundários em partes posteriores do jogo e teria a oportunidade de "realmente interagir com eles".

### Design técnico e criativo
O objetivo principal de Gilbert, Schafer e Grossman era criar um modelo mais simples e acessível de jogabilidade do que aqueles apresentados em títulos anteriores da Lucasfilm. Gilbert havia criado os designs e quebra-cabeças principais antes do início da produção, o que deixou os designers focados na transformação de suas ideias em realidade. Ele estava frustrado com os jogos de aventura que a Sierra On-Line estava criando na época, e posteriormente disse que "você morria toda vez que fazia algo errado". Gilbert considerava o recurso da morte "uma saída simplória para o designer". Ele já tinha aplicado suas ideias em outro jogo, Maniac Mansion, de 1987, mas havia cometido uma série de erros durante o desenvolvimento, como situações sem saída que impediam o término do jogo, além do posicionamento ruim de certas cutscenes. Seu objetivo era evitar que isso se repetisse em The Secret of Monkey Island. A equipe decidiu tornar impossível a morte do protagonista, deixando o jogo centralizado na exploração dos ambientes. A tela de game over da Sierra recebeu uma paródia, e quando Guybrush cai de um precipício, ele retorna porque atingiu uma "árvore de borracha".
The Secret of Monkey Island foi o quinto projeto da Lucasfilm Games que rodava com o motor SCUMM, desenvolvido originalmente para Maniac Mansion. A empresa havia modificado gradativamente o sistema desde sua criação. Desde seu primeiro uso, quando os comandos verbais haviam sido incluídos diretamente no código, as ações tornaram-se mais abstratas. Os desenvolvedores mantiveram a prática de se referir aos segmentos do mundo do jogo como "salas" (rooms), mesmo que as áreas sejam ao ar livre, como no caso de Monkey Island. O jogo utiliza a mesma versão do motor encontrada em Indiana Jones and the Last Crusade, com pequenas mudanças. Foi adicionada uma árvore de diálogos, que facilitava sequências de conversação, e os quebra-cabeças dos duelos de espada. A opção what is ("o que é") foi removida, já que a mesma informação agora podia ser obtida apenas com o movimento do mouse sobre o objeto. A interface otimizada do jogo tornou-se o novo padrão para os títulos posteriores da empresa. Atalhos verbais lógicos também foram introduzidos. Ao clicar em um personagem, por exemplo, o comando verbal "falar com" era acionado automaticamente, sendo a ação mais óbvia naquela situação. A parte visual do SCUMM também foi atualizada para o jogo. Originalmente, o motor era capaz de lidar com gráficos EGA de resolução 320×200, renderizados em 16 cores. De acordo com o artista Steve Purcell, os gráficos transformaram-se numa grande limitação para a equipe de arte. Devido ao pequeno número de cores lúridas, eles escolhiam tons bizarros para os fundos. A roupa de Guybrush era em preto e branco pelo mesmo motivo. A versão VGA do jogo corrigiu posteriormente essas questões através da implementação do sistema de 256 cores, permitindo artes de fundo e de personagem mais avançadas.
A música "reggae de pirata" foi composta por Michael Land, músico da própria Lucasfilm Games, no formato MIDI. Foi seu primeiro projeto na empresa. O jogo foi lançado originalmente para disquete em 1990, mas uma versão em CD-ROM, com trilha sonora em alta qualidade, surgiu em 1992. A música permanece popular, e foi remixada pelos músicos da OverClocked ReMix e pelos fãs do jogo.

### Relançamento
A LucasArts lançou um remake do jogo, agora chamado The Secret of Monkey Island: Special Edition, em julho de 2009, para iPhone, Microsoft Windows e Xbox 360, exclusivamente através de distribuição digital. Posteriormente, vieram versões para PlayStation 3, OS X e iPad.[carece de fontes?] O desenvolvimento do jogo foi confirmado pela LucasArts em 1 de junho de 2009, apesar de rumores já estarem circulando desde que a versão para Xbox 360 recebera classificação etária do USK na Alemanha. A primeira demonstração do jogo ao público foi na E3, ainda no mês de junho do mesmo ano. O remake teve toda parte visual refeita, com cenários desenhados a mão e com mais detalhes, trilha musical remasterizada, dublagem dos personagens e um sistema de dicas. Os desenvolvedores incluíram a possibilidade de alterar os gráficos, entre os originais e os da nova edição, quando o jogador desejasse. Os dubladores Dominic Armato e Earl Boen foram as vozes de Guybrush e LeChuck, respectivamente. A maioria dos atores repetiram seus papéis de sequências de The Secret of Monkey Island.
Craig Derrick, produtor de jogos da LucasArts, e sua equipe tiveram a ideia de fazer um remake em 2008. Após pesquisarem a história por trás da série Monkey Island, decidiram fazer "algo novo, mas fiel ao original", o que resultou na ideia de refazer o primeiro jogo. Os desenvolvedores tentaram manter o máximo do design original sem alterações. O que foi alterado teve a intenção de buscar o nível de imersão que a versão original procurava atingir. Dessa forma, alguns detalhes foram adicionados, como navios e piratas conversando ao fundo em determinadas cenas. Apesar de a equipe considerar a interface SCUMM revolucionária para a época, o gestor de comunidade da LucasArts explicou que ela era incompatível com os controles analógicos da maioria dos consoles contemporâneos. Os designers tornaram a interface primária a interação direta e contextual com os objetos das cenas. Brown havia considerado atualizar uma referência da história a Loom, outro jogo da LucasArts, que era relativamente recente e popular na época do lançamento de The Secret of Monkey Island, em 1990. A referência seria trocada para Star Wars: The Force Unleashed, já que Loom havia saído de catálogo, mas Brown concluiu que o jogo não seria o mesmo se tais mudanças fossem implementadas. Antes do relançamento do jogo, no entanto, a empresa anunciou que Loom, assim como vários jogos antigos de seu catálogo, seriam disponibilizados na plataforma Steam. A decisão de distribuir o jogo através de plataformas virtuais foi, ainda segundo Brown, porque "downloads digitais finalmente deslancharam".

## Recepção
The Secret of Monkey Island recebeu análises positivas da crítica. Hartley, Patricia e Kirk Lesser da revista Dragon elogiaram a atenção ao detalhe por parte dos designers, e citaram o humor do jogo como ponto alto. Apesar de eles acreditarem que o jogo era caro demais, eles resumiram a experiência como "um jogo de aventura repleto de quebra-cabeças interessantes, uma trilha sonora Roland fantástica, gráficos VGA soberbos, animação suave e alguma das falas mais divertidas já vistas na sua tela de computador". Duncan McDonald, da Zero, exaltou os gráficos e considerou o jogo "um tanto divertido". Seu aspecto favorito foi o nível de dificuldade calculado, que ele acreditou estar no "ponto certo". Sua análise encerrou comentando que era um jogo de aventura "para curtir, em vez de se frustrar". Paul Glancey, da Computer and Video Games, considerou o jogo superior aos títulos anteriores do gênero da Lucasfilm, e escreveu que "geralmente o entretenimento de um jogo de aventura vem de resolver quebra-cabeças, mas os personagens e situações hilárias, além da apresentação cinematográfica, […] fazem jogar ser como participar de filme de comédia, tornando [a experiência] muito mais agradável". Ele considerou os quebra-cabeças "brilhantemente concebidos" e achou os controles do jogo acessíveis, resumindo a experiência como "totalmente apaixonante".
Steve Cooke, da revista ACE, também considerou os controles convenientes, e elogiou a atmosfera do jogo. Ele escreveu que "em termos de gráficos e de som, Monkey Island, junto de King's Quest V, está na frente dos outros". No entanto, a prática de colocar "TM" após nomes de locais e personagens, uma piada recorrente dos criadores do jogo, desagradou o crítico, que acreditava que prejudicava a atmosfera. Ele destacou o roteiro, personagens e estrutura da história como os melhores elementos do jogo. Mark Ramshaw, da Amiga Power, escreveu que, "com The Secret of Monkey Island, a aventura gráfica controlada por mouse amadureceu". Ele elogiou seus elementos cômicos, que acreditava serem o ponto alto do jogo. O crítico também elogiou o esquema de controle, observando que permite ao jogador "meio que esquecer os detalhes daquilo que está fazendo, e se perder na aventura em vez disso". Ele também escreveu que a aura, enredo e visual do jogo se encaixavam para criar uma atmosfera densa, e concluiu com: "Esqueça todas essas outras aventuras marcantes (Zork, The Hobbit, The Lord of the Rings et al) – para diversão pura e perfeição geral, The Secret of Monkey Island junta tudo com estilo". O jogo, junto de sua sequência, foi avaliado na 19ª posição entre os melhores jogos de todos os tempos pela Amiga Power.
Escrevendo para a revista The One, Paul Presley declarou que "a Lucasfilm parece ter pego todos os elementos que funcionaram em seus lançamentos anteriores, e não apenas os incorporaram neste conto de capa e espada, bem como os melhoraram no processo". Como os outros críticos, ele elogiou os controles. Ele também louvou a "história hilária, personagens fortes e […] cenário intrigante", mas reclamou sobre lentidão nos gráficos. Nick Clarkson, da Amiga Computing, citou os gráficos do jogo como "perfeitos", observando que "os personagens são muito bem animados e os locais estão repletos de atmosfera". Ele encerrou seu texto dizendo que "não há desculpa para não ter esse jogo".
The Secret of Monkey Island aparece regularmente em listas de melhores jogos, como no Hall da Fama da Computer Gaming World e no Video Game Hall of Fame da IGN. Em 1996, a Computer Gaming World o posicionou como 19º melhor jogo de todos os tempos, escrevendo: "Quem poderia esquecer o sistema de duelos de insultos ou a identidade do misterioso Mestre das Espadas?". Em 2004, leitores da Retro Gamer o elegeram o 33º melhor jogo retrô. Em 2010, a IGN mencionou a versão do jogo para Xbox Live Arcade como o 20º melhor título de todos os tempos para aquela plataforma. Em 2009, a mesma página havia nomeado The Secret of Monkey Island um dos dez melhores jogos de aventura da LucasArts.

### Relançamento
Como o lançamento original, The Secret of Monkey Island: Special Edition recebeu análises positivas da crítica. Sean Ely, da GamePro, elogiou o áudio atualizado, e disse que os novos gráficos superam com vigor a aparência do original. Ele citou o roteiro, humor, enredo, quebra-cabeças e o nível de dificuldade balanceado como pontos positivos, e concluiu seu texto declarando que "The Secret of Monkey Island: Special Edition é impressionante, hilário e vale seu dinheiro". Daemon Hatfield, do site IGN, escreveu que "após quase 20 anos de seu lançamento, [o jogo] permanece muito divertido". Ele chamou os novos gráficos de "lisos, um pouco genéricos", e observou que "os gráficos originais têm um certo charme que o novo visual não possui". No entanto, ele gostou da música reinterpretada, o novo recurso de dicas, além dos efeitos sonoros adicionados e a dublagem. Em resumo, mencionou que "[é] uma das melhores experiências para se ter com point-and-click" e "poucos jogos são engraçados como este". Justin Calvert, do GameSpot, relatou que "a Special Edition tem uma aparência muito superior e é a única forma de jogar se você quer ouvir […] o que os personagens estão dizendo, mas a interface do jogo original é menos incômoda". No entanto, concluiu que "o trabalho de dublagem é uma adição tão boa para o jogo que é difícil voltar para a edição original". Ele elogiou o humor, roteiro, quebra-cabeças e personagens, acreditando que o jogo tenha envelhecido bem. Dan Whitehead, do Eurogamer, escreveu que "puritanos como eu certamente encontrarão algo para reclamar enquanto jogam, mas o impacto geral do novo design é inegavelmente para melhor". Mesmo assim, ele preferiu a aparência original de Guybrush, também crendo que o novo sistema de controle era "menos intuitivo" do que o antigo. Ele terminou sua análise com a afirmação de que "poucos jogos resistem ao teste do tempo com tanta confiança".

## Legado
The Secret of Monkey Island gerou quatro continuações. A primeira, Monkey Island 2: LeChuck's Revenge, foi lançada em 1991 e é focada no retorno de LeChuck. Seis anos depois, a LucasArts lançou The Curse of Monkey Island, com novo design visual. Em 2000, a empresa lançou Escape from Monkey Island, que usa o motor GrimE, de Grim Fandango, para produzir gráficos 3D.
O próximo título, Tales from Monkey Island, lançado em 2009, foi lançado como uma série de cinco episódios.

Alguns elementos do jogo apareceram em outros lugares da cultura popular. Em 2005, o estudante Chris Heady escreveu, dirigiu e produziu uma adaptação teatral de The Secret of Monkey Island na sua escola, em Columbia, Estados Unidos. A LucasArts licenciou a peça por um ano, mas estipulou que o roteiro deveria ser utilizado apenas sem fins lucrativos e não poderia ser distribuído fora do elenco e equipe. A adaptação entrou para o livro dos recordes Guinness como "primeira aventura gráfica a virar peça de teatro". Além disso, a versão original do jogo foi um dos cinco títulos selecionados para a exposição The Art of Video Games no Museu Smithsonian em 2011.

Uma receita fictícia de grogue, que aparece no jogo, foi erroneamente reportada como real pelo canal de notícias argentino C5N, alertando adolescentes para não consumirem a "perigosa" bebida Grog XD. Em Tales of Monkey Island, Guybrush se refere a essa reportagem enquanto aperta o botão de Grog XD na máquina automática.